# アントン症候群
アントン症候群（アントンしょうこうぐん、Anton syndrome）は、病態失認の一種で、後頭葉の損傷で発症する障害である。症例は稀である。アントン失明症(Anton's blindness)や視覚病態失認(visual anosognosia)ともいう。アントン症候群の患者は、皮質盲により全部または一部の視覚を失っていながら、視覚があると証言する。しばしば、視覚障害の証拠に直面しても、作話によって視覚障害を否定しようとする。本症候群の名前は、神経学者ガブリエル・アントンにちなんで名付けられた。世界で28例しか報告されていない。
アントン＝バビンスキ症候群の名前がアントン症候群の同義語として使用されることもあるが、これは本来は別の症例である。アントン＝バビンスキ症候群は、臨床的には、半側空間無視、症状に対する感情的無関心を伴う病態失認（疾病無関心）、構成失行および着衣失行によって特徴づけられる。アントン＝バビンスキ症候群は、劣位半球の下頭頂小葉の損傷によるものであり、優位半球におけるゲルストマン症候群に相当する。

## 特徴
アントン症候群は、脳梗塞のあとに起こることが多いが、頭部外傷のあとにも見られる。
症状については、神経学者のMacdonald Critchleyの記述に詳しい。
家族や医療スタッフが、患者の目が見えなくなっていることに気づくのには数日かかる場合がある。その理由は、目が見えなくなっていることを患者が教えてくれないからだけではない。患者自身が行動や話す内容で、周囲の人々に、自分が目が見えているものだとミスリードするのだ。患者が偶然、家具につまずいたり、ものに倒れかかったり、身近にあるものを見つけるのに難儀したりしているのを見て、違和感が呼び起こされる。患者が、周囲には全くない人や物について語ることで、疑惑は強まる。
アントン症候群は、盲視の逆の概念として考えられる。

## 原因
なぜアントン症候群の患者が、目が見えなくなっていることを否認するのかは結論が出ていない。しかしながら、数多くの理論が提出されている。一つの理論では、ダメージが視覚野と脳の言語を司る部分の連携不全を引き起こすというものである。視覚イメージは受容されるが言葉にはできず、言葉上では嘘の反応をしてしまうのだ。